# جو لوبيز
جو لوبيز (بالإنجليزية: Joe Lopes)‏ هو متزلج لوحي أمريكي، ولد في 28 أكتوبر 1964 في سان ليندرو في الولايات المتحدة، وتوفي في 24 مارس 2002 في Farmington, California ‏ في الولايات المتحدة بسبب حادث مرور.